# Boussingault (cràter)
Boussingault és un gran cràter d'impacte que es troba a prop de l'extremitat sud-est agrest de la Lluna. Per la seva ubicació, s'albira des de la Terra amb una forma molt oblonga, a causa de l'escorç. Al sud-oest apareix el cràter Boguslawsky, i gairebé unit a l'extrem nord-est se situa Helmholtz. A l'est-sud-est de Boussingault es troba el cràter Neumayer.

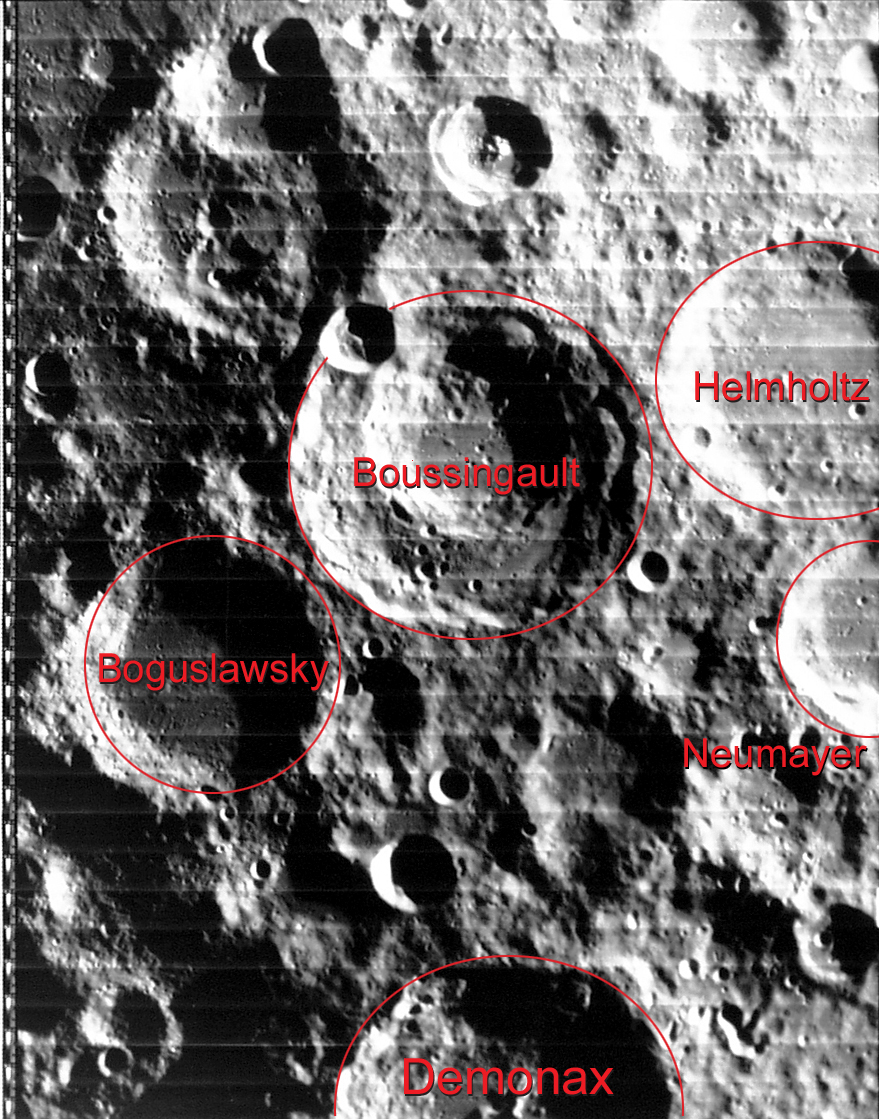
Localització de Boussingault (centre de la imatge)
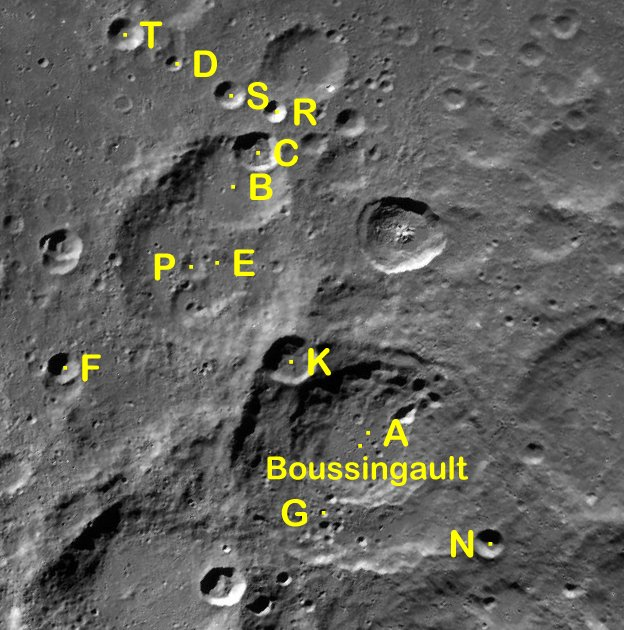
Cràters satèl·lit

L'aspecte més notable d'aquest cràter és el segon gran cràter que es troba totalment dins de les seves parets, de manera que s'assembla a una formació de doble paret.

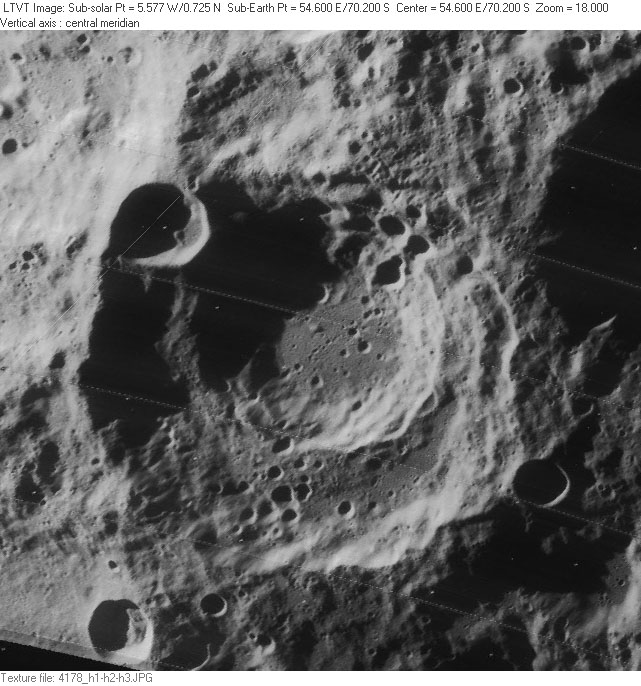
Fotografia de la missió LRO 4
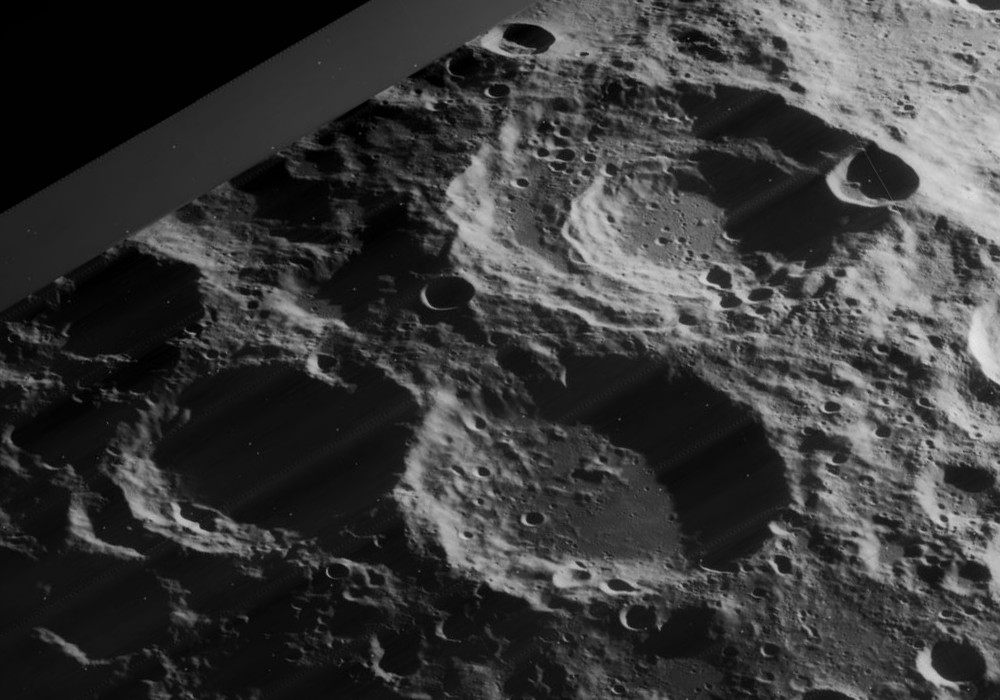
Vista obliqua dels cràters Boussingault (a dalt dreta), Helmholtz (sota dreta), i Neumayer. Fotografia de la missió LRO 4 (1967)

La vora externa apareix desgastada, travessada en el seu costat nord-oest per Boussingault K i Boussingault G. Al nord-oest es troba el cràter de la formació de triple superposició formada per Boussingault E, B, i C.

## Cràters satèl·lit
Per convenció aquests elements són identificats en els mapes lunars posant la lletra en el costat del punt central del cràter que està més proper a Boussingault.
| Boussingault | Coordenades                          | Diàmetre |
| ------------ | ------------------------------------ | -------- |
| A            | 69° 54′ S, 54° 00′ E / 69.9°S,54.0°E | 72 km    |
| B            | 65° 30′ S, 46° 54′ E / 65.5°S,46.9°E | 54 km    |
| C            | 65° 06′ S, 48° 12′ E / 65.1°S,48.2°E | 24 km    |
| D            | 63° 30′ S, 44° 54′ E / 63.5°S,44.9°E | 9 km     |
| E            | 67° 12′ S, 46° 48′ E / 67.2°S,46.8°E | 98 km    |
| F            | 68° 48′ S, 39° 24′ E / 68.8°S,39.4°E | 16 km    |
| G            | 71° 24′ S, 51° 48′ E / 71.4°S,51.8°E | 5 km     |
| K            | 68° 54′ S, 50° 54′ E / 68.9°S,50.9°E | 29 km    |
| N            | 71° 30′ S, 62° 06′ E / 71.5°S,62.1°E | 15 km    |
| P            | 67° 06′ S, 45° 06′ E / 67.1°S,45.1°E | 13 ;km   |
| R            | 64° 18′ S, 48° 36′ E / 64.3°S,48.6°E | 12 km    |
| S            | 64° 06′ S, 46° 54′ E / 64.1°S,46.9°E | 16 km    |
| T            | 63° 00′ S, 43° 12′ E / 63.0°S,43.2°E | 20 km    |